# جيرالدين مودي
جيرالدين مودي هي مصورة كندية، ولدت في 31 أكتوبر 1854 في تورونتو في كندا، وتوفيت في 4 أكتوبر 1945 في كالغاري في كندا.